# Juan Manuel Santos
Juan Manuel Santos Calderón (Bogotà, 10 agosto 1951) è un politico, giornalista ed economista colombiano, Presidente della Colombia dal 7 agosto 2010 al 7 agosto 2018, premio Nobel per la pace nel 2016.

## Biografia
Fa parte dei Santos, una tra le famiglie più potenti e influenti di Bogotà: suo nonno era il giornalista Enrique Santos Montejo "Calibán" mentre il fratello di quest'ultimo (ossia il prozio), Eduardo Santos Montejo, è stato presidente della Colombia e proprietario e direttore de El Tiempo. È il cugino germano (parte paterna e materna) dell'ex vicepresidente della Colombia, Francisco Santos Calderón.
Studiò Economia negli Stati Uniti, ottenendo varie lauree honoris causa a Harvard.
Tornato in Colombia si iscrisse all'Ordine dei produttori colombiani di caffè (1972) e nello stesso tempo assunse la vicedirezione de El Tiempo, periodico della famiglia Santos fin dalla fondazione.
Sposato due volte, ha due figli, Juan Carlos e Tato.
Il primo ottobre 2012 ha reso noto di soffrire di un cancro alla prostata, a cui è stato operato due giorni dopo, per poi essere dimesso il 6 dello stesso mese completamente guarito.

## Carriera politica

### Ministro
Nel corso della sua lunga carriera politica, è stato Ministro del Commercio con il Presidente César Gaviria, e Ministro dell'Economia con il Presidente Andrés Pastrana Arango.
A partire dal 2002 Santos fu uno dei creatori del Partito Sociale di Unità Nazionale.
Fu nominato Ministro della Difesa nel 2006, durante il secondo governo del Presidente Álvaro Uribe Vélez. In tale veste, fu l'artefice dei colpi di maggior successo nei confronti dell'organizzazione rivoluzionaria FARC. Tra questi, vi è l'operazione Fenix (nella quale fu ucciso il comandante Raúl Reyes), condotta con un attacco aereo e terrestre contro un suo accampamento, sferrato da aviazione ed esercito colombiano in territorio ecuadoriano, circostanza che scatenò una crisi diplomatica con l'Ecuador e il Venezuela. Altra iniziativa coronata da successo fu l'operazione Scacco, nella quale fu liberata Íngrid Betancourt, tenuta in ostaggio dai guerriglieri.
Come Ministro della Difesa rimase implicato nel grande scandalo dei falsi positivi, che ebbe come conseguenza le dimissioni dal suo incarico. Lo scandalo riguardava le uccisioni extragiudiziali di almeno 6.402 civili innocenti da parte delle forze armate colombiane, rimaste impunite secondo l'ONU nel 98,5% dei casi. I giovani venivano ingannati con offerte di lavoro, portati in zone remote e assassinati dai militari, camuffando poi le vittime come guerriglieri uccisi in combattimento. Tali omicidi erano compiuti dai militari per aumentare il numero di uccisioni e ottenere in cambio dei vantaggi quali aumenti di stipendio o vacanze pagate. Nel giugno 2021 Juan Manuel Santos chiese ufficialmente perdono alle famiglie per le uccisioni illegali.

### Presidente della Colombia

#### Candidato alle presidenziali
Il 20 giugno 2010, nella seconda tornata elettorale delle elezioni presidenziali colombiane, sconfisse il candidato del Partito Verde Antanas Mockus, ottenendo il 69% dei suffragi (circa 9.004.000 voti), e assunse la carica di Presidente della Colombia il 7 agosto dello stesso anno.
Alle elezioni presidenziali in Colombia del 2014 si ricandidò e fu rieletto il 16 giugno, al secondo turno, con il 51% dei voti contro il 45% ottenuto da Óscar Iván Zuluaga del Centro Democratico.

##### Scandalo Odebrecht
L'ufficio del procuratore generale ha sostenuto che le campagne di successo di Santos nel 2010 e nel 2014 hanno ricevuto denaro dalla Odebrecht, impresa brasiliana al centro di uno scandalo di corruzione che coinvolge diversi stati dell'America Latina.
Il 14 marzo 2017 Santos ha riconosciuto di aver ricevuto da quell'azienda dei fondi illegali per il finanziamento della sua campagna presidenziale del 2010.
La Odebrecht è stata accusata, da pubblici ministeri degli Stati Uniti, di aver pagato, tra il 2002 e il 2016, centinaia di milioni di dollari in tangenti relative a progetti di infrastrutture in 12 paesi, tra cui Brasile, Argentina, Colombia, Messico e Venezuela.

#### Politica estera

##### Disputa con il Nicaragua
In politica internazionale, Santos si è dovuto occupare di una disputa con il vicino Nicaragua, che rivendica uno spostamento dei confini marittimi colombiani. Si tratta di un contenzioso aperto da lungo tempo riguardante il possesso del Dipartimento dell'Arcipelago di San Andrés, Providencia e Santa Catalina e delle acque dell'arcipelago dei Caraibi, ricche di giacimenti di idrocarburi. Il Trattato Esguerra-Barcenas del 24 marzo 1928, aveva sancito il riconoscimento della sovranità colombiana sull'Arcipelago di San Andrés e su tutti gli isolotti circostanti. Nel febbraio del 1980, la Giunta di ricostruzione nazionale guidata dal neo Presidente sandinista Daniel Ortega, annunciò che il Nicaragua considerava nullo il Trattato Esguerra-Barcenas, in quanto concluso in un'epoca in cui il Nicaragua era occupato dagli Stati Uniti e quindi non in grado di esprimere la reale volontà del paese. Nel 2001 la disputa arrivò davanti alla Corte Internazionale di Giustizia.
Il 13 dicembre del 2007, la Corte decise che, nonostante le obiezioni del Nicaragua, il Trattato del 1928 era da considerarsi legittimo. La Corte, inoltre, fece sapere che il Trattato del 1928 non risolveva la questione della delimitazione marittima tra le parti e si riconosceva competente a trattare il tema e trovare una soluzione alla disputa. In sostanza, la Corte riconosceva la sovranità colombiana sulle isole maggiori ma non si pronunciava sul tema dello spazio marino e sulle isole minori. Dopo aver ricevuto questo primo parziale verdetto, il Nicaragua decise di avanzare un secondo riesame del caso sempre davanti alla Corte Internazionale.
Il secondo verdetto arrivò il 12 novembre del 2012 e, benché la Colombia si vedesse riconosciuta la sovranità sulle isole maggiori e anche su quelle minori, il Nicaragua di Ortega ottenne il formale riconoscimento di una zona economica esclusiva nicaraguense fino a 200 miglia nautiche dalla costa (370 chilometri). Questo comportava un trasferimento, nelle mani di Managua, di circa 75.000 chilometri quadrati di mare (più o meno il 40% delle acque controllate dalla Colombia e del corrispondente spazio aereo). A ciò va aggiunto che lo spazio marino che la Corte ha riconosciuto al Nicaragua è particolarmente ricco di gas naturale e risorse petrolifere, la cui esistenza ha reso ancora più tese le relazioni tra i due paesi. A seguito della sentenza della Corte, Ortega dichiarò che avrebbe inviato immediatamente le prime navi della marina nelle acque appena ottenute, il Presidente Santos di contro dichiarò che non avrebbe ritirato le sue, aggravando di molto la situazione.
Molto colpiti dalla sentenza furono i pescatori locali delle varie isole dell'Arcipelago, che abitualmente pescavano nella porzione di mare passata al controllo nicaraguense, con passaggio nella sfera economica di quest'ultimo del carico di aragoste, che rappresentava circa l'80% del pescato colombiano oltre che il pesce più pregiato, quello esportato all'estero e offerto ai turisti dei numerosi resort situati sulle isole.
La risposta immediata della Colombia alla sentenza fu una dichiarazione del Presidente Santos di voler ritirare il suo paese dal Patto di Bogotà, famoso trattato firmato proprio nella capitale colombiana nel 1948, che vincolava tutti i paesi dell'Organizzazione degli Stati Americani (OSA) a ricorrere a un regolamento pacifico delle controversie regionali attraverso la Corte Internazionale di Giustizia. Il 28 novembre del 2012, il Presidente Santos ha affermato che il suo paese non riconoscerà più la giurisdizione della Corte e che: "i confini di nessuna nazione possono essere decisi da una sentenza giudiziaria ma dovranno essere concordati in un nuovo trattato tra i due paesi direttamente interessati" affermando anche: "I colombiani sono ancora indignati dalla sentenza della Corte Internazionale di Giustizia che pretende di dare al Nicaragua una parte significativa dei nostri diritti storici ed economici nei Caraibi. Sottoscriveremo una lettera di protesta che verrà firmata anche dai nostri paesi vicini di Giamaica, Costa Rica e Panama e che io personalmente presenterò al Segretario Generale delle Nazioni Unite".
Ortega, forte delle risultato ottenuto, ha dato il via alle operazioni di estrazione di petrolio che sono cominciate nel mese di agosto e hanno suscitato aspre critiche provenienti non solo dal governo colombiano ma anche da molti attivisti ambientalisti, che criticano tale invasività, ritenendo che essa vada a deturpare una delle barriere coralline più belle al mondo, il reef di Old Providence.
Ad oggi, 2017, la crisi non si è ancora risolta.

##### Dispute con il Venezuela
Nel 2010 si è verificata una crisi diplomatica tra la Colombia ed il Venezuela innescata dalle accuse mosse dal presidente colombiano Alvaro Uribe nel luglio di quell'anno riguardo al fatto che il governo venezuelano stava dando ai guerriglieri FARC e ELN rifugio sicuro nel suo territorio. Uribe ha presentato alcune prove all'Organizzazione degli Stati Americani (OSA) derivanti dai computer portatili acquisiti in un raid delle forze governative colombiane su un campo FARC in Ecuador (che aveva scatenato la precedente crisi diplomatica andina del 2008). In risposta alle accuse, il Venezuela ha interrotto le relazioni diplomatiche, ventilando l'ipotesi di una possibile guerra.
Il 10 agosto dello stesso anno, appena pochi giorni dopo l'insediamento di Santos come nuovo presidente della Colombia, il governo venezuelano ha accettato di ripristinare le relazioni bilaterali e di ristabilire i legami diplomatici. I due hanno anche espresso l'ottimismo riguardo ai risultati positivi del loro primo incontro risultato della mediazione del segretario generale dell'UNASUR, Néstor Kirchner, che ha dichiarato: "Noi latinoamericani abbiamo dimostrato di poter risolvere i nostri problemi".
L'accordo tra i due presidenti ha comportato l'istituzione di commissioni bilaterali relative agli investimenti commerciali, economici, sociali, infrastrutturali e di sicurezza. L'accordo ha dichiarato l'obiettivo di incentivare relazioni bilaterali stabili attraverso l'adesione al diritto internazionale, il principio di non interferenza negli affari interni e il rispetto della sovranità nazionale e dell'integrità territoriale. Il Venezuela ha ammesso che la Colombia ha un diritto giuridico a firmare accordi militari con gli Stati Uniti, "purché nessuno di questi accordi interessi la sovranità dei vicini o diventi una minaccia". I due presidenti si sono impegnati a mandare ambasciatori nell'altrui capitale per lavorare su ulteriori dettagli riguardanti questioni finanziarie e militari. Santos, in seguito, ha affermato di aver ricevuto rassicurazioni da parte di Chávez riguardo al suo impegno a non consentire ai gruppi di guerriglia di stabilire un campo all'interno del Venezuela, inviando due brigate di fanteria e delle forze aeree nei pressi delle frontiere per fermare le eventuali attività del FARC sul territorio venezuelano.
Nel maggio 2015 si è verificata una nuova crisi diplomatica fra Bogotà e Caracas riguardo al territorio e alla zona marittima del Dipartimento di La Guajira, i cui confini sono ancora in corso di definizione. La crisi è stata originata dal decreto n. 1787 del 26 maggio 2015 del presidente venezuelano Maduro, il quale stabilisce "zone operative di difesa integrale marittima e insulare" e prevede anche l'invio di truppe nelle zone contese tra i due paesi e tra Venezuela e Guyana. L'atto afferma: "Si riconosce l'esistenza di aree marittime ancora da delimitare che richiedono l’attenzione dello Stato venezuelano fino a che non si stabilisca una demarcazione definitiva in modo amichevole".
Il provvedimento era volto a riaffermare la sovranità nella Esequiba, una zona contesa alla Guyana, poiché il governo guyanese, sorretto da Ue e Stati Uniti, aveva appena autorizzato l'esplorazione petrolifera della zona a una multinazionale statunitense. Tuttavia era oggetto del decreto anche La Guajira. Ciò ha provocato le proteste formali colombiane, nelle quali si condanna l'azione unilaterale venezuelana sulla zona. Maduro ha definito "esagerata" la protesta colombiana, e ha risposto con l'invito a riprendere i lavori della Commissione Binazionale di Alto Livello (Coban), per dirimere la questione. Santos ha risposto accettando la proposta venezuelana, ma ha puntualizzato: "Vogliamo che rispondano al contenuto della nostra protesta, che ci diano spiegazioni e che rettifichino il contenuto di quel decreto, e allora, molto volentieri convocheremo la Coban per continuare a negoziare una soluzione a questo problema".
La risposta scritta da Caracas recitava: "La Repubblica Bolivariana del Venezuela è sorpresa dal tenore delle dichiarazioni del Governo della Colombia, che si scandalizza ed esagera i ricatti e le menzogne mediatiche che cercano di sostituire i validi canali diplomatici e il dialogo dovuto fra paesi vicini".
Nella nota, tuttavia, si ribadisce l'accordo circa la convocazione della Commissione Binazionale e si "ratificano i vincoli di amicizia e unione tra entrambe le repubbliche", non prima di sottolineare che il Venezuela "ha rispettato, rispetta e rispetterà tutti i trattati internazionali validamente firmati" e di ripudiare "le campagne anti-venezuelane cariche di odio che, da Bogotà, sottoscrivono e promuovono elementi oligarchici locali".
La crisi è successivamente rientrata dopo l'abrogazione del decreto da parte del governo venezuelano.

#### Politica interna

##### Negoziato con le FARC
Tra il 23 febbraio e il 26 agosto 2012, a L'Avana, Cuba, FARC e governo colombiano presero parte ad alcuni incontri esplorativi per valutare la possibilità di intraprendere dei dialoghi mirati a ottenere la fine del conflitto, "condizione essenziale alla costruzione di una pace stabile e duratura". Secondo alcuni sondaggi, il 72% della popolazione appoggiava il processo di pace, e solo il 33% riteneva possibile un'uscita dal conflitto per via militare. Il sostegno al processo era rilevante anche in campo internazionale, contando su personalità come quella dell'ex presidente statunitense Jimmy Carter o di movimenti politici di ampio respiro come il Forum di Sao Paulo, che il 25 gennaio 2013 emise un documento, approvato all'unanimità, di "pieno sostegno ai dialoghi dell'Avana, esigendo dal presidente Santos garanzie democratiche per tutte le organizzazioni coinvolte, per la sinistra e per il movimento sociale"
Il 18 ottobre 2012 le FARC e il governo colombiano hanno presieduto la conferenza stampa d'inaugurazione ufficiale dei Dialoghi di Pace a Oslo, in Norvegia. Il 19 novembre i dialoghi sono effettivamente iniziati all'Avana, a partire dal primo dei sei punti in agenda: Politica di sviluppo agrario integrale, Partecipazione politica, Fine del conflitto, Soluzione al problema delle droghe ad uso illecito, Vittime e, infine, Implementazione. Lo stesso giorno, la guerriglia, accogliendo una proposta del gruppo "Colombiani per la Pace", annuncia un cessate il fuoco unilaterale "necessario perché le parti che iniziano il dialogo ottengano il proposito desiderato da tutti i colombiani", con validità dal 20 novembre del 2012 alla mezzanotte del 20 gennaio del 2013.
Nonostante le reiterate richieste levate da più parti, la delegazione del governo Santos si rifiuta di proclamare la tregua, e le operazioni militari delle Forze Armate proseguono ininterrotte, con bombardamenti su accampamenti guerriglieri seguiti da azioni di truppe di terra. Durante un'operazione sotto copertura eseguita dal generale Alzáte nel novembre 2014 in una comunità del Chocó (nordovest), questi viene arrestato da un'unità della guerriglia che presidia la zona e fatto prigioniero. Il presidente Santos sospende i dialoghi di pace venendo meno all'impegno di non permettere che gli eventi che accadono in Colombia, come conseguenza della guerra, danneggino il processo di pace. Le FARC decidono in ogni caso di liberare il generale, e decretano un ulteriore cessate il fuoco delle attività offensive a tempo indefinito per preservare il processo di pace, chiedendo al governo maggiore impegno e reciprocità a partire dall'esperienza ottenuta dalla vicenda del generale Alzáte.
In particolare le FARC chiedono di ascoltare i movimenti sociali colombiani che ritengono imprescindibile per il processo di pace un cessate il fuoco bilaterale. Nel marzo 2015 Santos ordina la sospensione per un mese dei bombardamenti sugli accampamenti delle FARC, escludendo però l'ELN da questa misura. Il gesto è qualificato dalle FARC come poco credibile. Dall'inizio delle conversazioni, le FARC richiedono la partecipazione popolare alla discussione nel tavolo dei dialoghi. Sulla base delle conclusioni del forum sulla questione agraria tenutosi a Bogotà, le FARC elaborano una proposta di riforma rurale e agraria integrale, democratica e partecipativa, nel rispetto della società e dell'ambiente in 10 punti, che esprime e riassume le posizioni dei movimenti sociali colombiani. La richiesta delle Farc di una concessione di terre agli strati più deboli della popolazione rurale non è stata presa in considerazione degli esponenti governativi che hanno dichiarato l'inviolabilità della proprietà privata e la necessità di tutelare i proprietari terrieri.
Nel maggio del 2015 il Consiglio di Stato colombiano (il più alto tribunale amministrativo) ha determinato che le FARC non possono essere considerate un'organizzazione terroristica (denominazione riservata a chi impiega sistematicamente il terrore nei confronti dei civili), ma come un gruppo guerrigliero, parte di un conflitto armato che deve essere interpretato e regolato secondo quanto previsto dal Diritto internazionale umanitario.
Il lungo percorso verso questo l'accordo è stato coadiuvato da Cuba e dalla Norvegia, dal Cile e soprattutto Venezuela. Il 24 settembre 2015 viene siglato all'Havana, alla presenza di Raúl Castro, un accordo storico tra il presidente Santos e il leader delle FARC Timoleón Jiménez che prevede un cessate il fuoco tra le due parti entro sei mesi; l'intesa prevede inoltre l'istituzione di tribunali speciali volti a giudicare i crimini commessi nel conflitto da entrambi i contendenti.
Il 23 giugno 2016, dopo 50 anni di ostilità, il governo colombiano nazionale e una delegazione delle FARC stipulano un accordo bilaterale definitivo per la cessazione delle ostilità e per la promozione della pace, in presenza di Raúl Castro e Ban Ki-moon.
il 25 agosto 2016 viene confermato pubblicamente l'accordo dai negoziatori delle due parti, il presidente Santos e il comandante dei guerriglieri del Bloque Caribe de las FARC Iván Márquez, concludendo il negoziato; l'accordo sarà ratificato in seguito ad un referendum popolare. A Bogotà, la popolazione ha festeggiato con manifestazioni di gioia nei parchi e nelle strade.
Il 2 ottobre 2016 l'accordo è stato sottoposto a referendum nazionale venendo sorprendentemente bocciato dal popolo colombiano con il 50,3% dei voti contrari in opposizione al 49,7% dei voti favorevoli (con una differenza stimata di appena 65.000 voti).
Il successivo 24 ottobre fu firmato un nuovo accordo di pace tra le parti, a cui seguì la ratifica definitiva da parte del parlamento colombiano. L'accordo prevede anche un sussidio da elargire per la sostituzione, da parte dei contadini affiliati alle FARC, delle piantagioni di droga con piantagioni di prodotti legali come alberi da frutti. Il 28 dicembre 2016 il parlamento colombiano ha approvato una legge che prevede l'amnistia o la grazia ai membri delle Forze armate rivoluzionarie della Colombia accusati di reati politici.
Il 7 ottobre 2016 a Santos viene assegnato il Premio Nobel per la pace per gli sforzi profusi per la pacificazione della Colombia, nell'ambito della pluridecennale guerra civile tra esercito regolare colombiano e i gruppi terroristici paramilitari marxisti delle FARC.
Il 27 giugno 2017 con una solenne cerimonia il capo dei guerriglieri Timoleón Jiménez dichiara la fine della lotta armata dopo 53 anni di guerriglia, consegnando molte delle armi in mano al gruppo rivoluzionario ai rappresentanti dell'ONU, annunciando la futura trasformazione delle FARC in un partito politico autorizzato e legale.

##### Negoziato con l'ELN
Santos ha ufficialmente annunciato a marzo 2016 l'inizio dei colloqui di pace con gli altri guerriglieri armati nel paese dell'Esercito di Liberazione Nazionale (ELN), dopo alcuni anni di fase esplorativa per discutere un'agenda di possibili punti per un eventuale processo di pace; tuttavia, l'inizio del dialogo è stato sospeso fino a quando l'ELN non avesse liberato gli ostaggi che aveva in suo possesso. Il 7 febbraio 2017 sono iniziati i colloqui con i rappresentanti del gruppo armato a Quito.

##### Politiche sulla droga
Poco dopo la sua rielezione Santos ha dichiarato: «La guerra alla droga è fallita. [...] Abbiamo speso miliardi di dollari in una guerra inefficace, che solo nel Messico ha causato più di 60 mila morti negli ultimi sei anni, soldi che avremmo potuto investire in ospedali, scuole, case popolari e creazione di posti di lavoro. [...] È necessario un nuovo schema per affrontare il problema delle droghe, perché quello attuale non è stato un successo».
Il 22 dicembre 2015, Santos ha firmato un decreto presidenziale, convertito poi in legge dal parlamento colombiano, con cui ha liberalizzato l'acquisto, il commercio e il consumo della cannabis per uso medico o scientifico.

##### Infrastrutture
Il governo Santos si è segnalato per aver pianificato la costruzione di 7000 km di strade tra il 2016 ed il 2020 al fine di ridurre i tempi di viaggio del 30% ed i costi di trasporto del 20%. Un programma di concessioni stradali comprenderà 40 progetti parte di una strategia più ampia per investire quasi 50 miliardi di dollari nelle infrastrutture di trasporto, tra cui: il potenziamento dei sistemi ferroviari, rendere ancora più navigabile il fiume Magdalena, il miglioramento degli impianti portuali e l'espansione dell'aeroporto di Bogotá.

## Prese di posizione
- Santos si è dichiarato a favore della soluzione dei due stati per la questione palestinese.[47][48]
- Si è dichiarato favorevole al matrimonio tra persone dello stesso sesso.[49]